# Slijkgras-klasse
De slijkgras-klasse (Spartinetea) is een klasse van syntaxa die van nature soortenarme vegetatie omvat die voorkomt op weke, slibrijke bodems in het getijdengebied van mariene wateren. In Nederland komt de vegetatie uit deze klasse in het Waddengebied en de estuaria algemeen voor.

## Naamgeving en codering
| Spartinetea maritimae Beeft. 1962 |

- Syntaxoncode voor Nederland (rVvN): r25

De wetenschappelijke naam Spartinetea is afgeleid van de botanische naam van slijkgras (Spartina); dit is het belangrijkste plantengeslacht van deze klasse.

## Onderliggende syntaxa in Nederland en Vlaanderen
De slijkgras-klasse wordt in Nederland en Vlaanderen vertegenwoordigd door slechts één orde met maar één onderliggend verbond. Er worden in Nederland en Vlaanderen geen romp- en derivaatgemeenschappen uit deze klasse onderscheiden.
- - slijkgras-orde (Spartinetalia)
    - slijkgras-verbond (Spartinion)
      - associatie van klein slijkgras (Spartinetum maritimae)
      - associatie van Engels slijkgras (Spartinetum townsendii)

## Vegetatiezonering
In de vegetatiezonering vormt de slijkgras-klasse vaak contactgemeenschappen met vegetatie uit de klasse van vloedmerkgemeenschappen op zand en slik (Cakiletea maritimae), de zeekraal-klasse (Thero-Salicornietea) en de zeeaster-klasse (Asteretea tripolii). 

## Verspreiding
Het verspreidingsgebied van de slijkgras-klasse omvat de Europese atlantische kusten, de lagune van Venetië, Noord-Afrika en Noord-Amerika.

## Fotogalerij

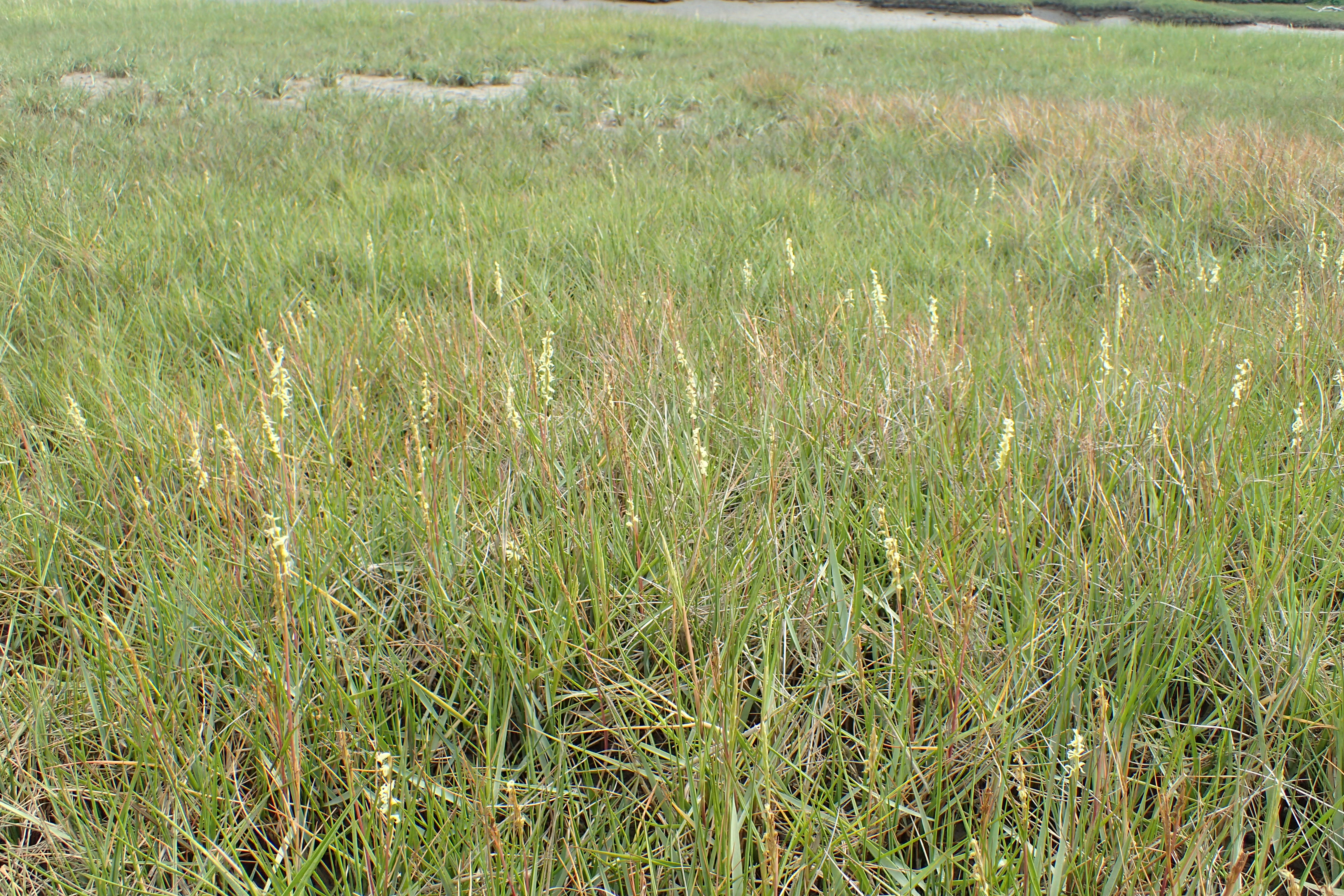
Associatie van Engels slijkgras